# IC 522
IC 522 ist eine linsenförmige Galaxie vom Hubble-Typ S0 im Sternbild Großer Bär am Nordsternhimmel. Sie ist schätzungsweise 229 Millionen Lichtjahre von der Milchstraße entfernt.
Das Objekt wurde am 8. März 1890 vom US-amerikanischen Astronomen Lewis Swift entdeckt.